# Silviu Vexler
Silviu Vexler (n. 8 decembrie 1988, Roman, Neamț, România) este un deputat român de etnie evreiască, ales în 2016. 
El îndeplinește din anul 2020 funcția de președinte al Federației Comunităților Evreiești din România.

## Distincții
- 2024 Crucea de Merit în rang de Ofițer a Ordinului de Merit al Republicii Federale Germania[3]